# Hydrovatus diabolicus
Hydrovatus diabolicus är en skalbaggsart som beskrevs av Olof Biström och Helen K. Larson 1995. Hydrovatus diabolicus ingår i släktet Hydrovatus och familjen dykare. Inga underarter finns listade i Catalogue of Life.